# سكوت سيمون
سكوت سيمون (بالإنجليزية: Scott Simon)‏ (16 مارس 1952، شيكاغو في الولايات المتحدة)؛ صحفي، مقدم تلفزيوني وروائي أمريكي.

## روابط خارجية
- سكوت سيمون على موقع IMDb (الإنجليزية)
- سكوت سيمون على موقع ميوزك برينز (الإنجليزية)